# Lorenzo Brown
Lorenzo D'Ontez Brown Banks (Rockford, 26 agosto 1990) è un cestista statunitense naturalizzato spagnolo.

## Carriera

### NCAA
Brown trascorre tre stagioni con i North Carolina State Wolfpack chiudendo il suo ultimo anno con oltre 12 punti di media.

### NBA
Il 27 giugno 2013 è stato chiamato nel draft NBA dai Minnesota Timberwolves con la 52ª scelta assoluta.

## Statistiche
| † | Denota le stagioni in cui ha vinto il titolo |

### NCAA
| Anno      | Squadra       | PG  | PT | MP   | TC%  | 3P%  | TL%  | RP  | AP  | PRP | SP  | PP   |
| --------- | ------------- | --- | -- | ---- | ---- | ---- | ---- | --- | --- | --- | --- | ---- |
| 2010-2011 | NCSU Wolfpack | 31  | 25 | 28,8 | 41,3 | 29,8 | 71,3 | 3,7 | 3,7 | 1,3 | 0,4 | 9,3  |
| 2011-2012 | NCSU Wolfpack | 37  | 36 | 34,3 | 45,0 | 35,1 | 72,9 | 4,5 | 6,3 | 1,8 | 0,5 | 12,7 |
| 2012-2013 | NCSU Wolfpack | 33  | 32 | 34,2 | 41,9 | 26,3 | 77,1 | 4,3 | 7,2 | 2,0 | 0,6 | 12,4 |
| Carriera  | Carriera      | 101 | 93 | 32,6 | 42,9 | 30,5 | 74,1 | 4,2 | 5,8 | 1,7 | 0,5 | 11,6 |

#### Massimi in carriera
- Massimo di punti: 24 (2 volte)[1]
- Massimo di rimbalzi: 9 (2 volte)
- Massimo di assist: 13 (2 volte)
- Massimo di palle rubate: 8 vs North Carolina-Asheville (11 novembre 2011)
- Massimo di stoppate: 3 vs Georgia Tech (9 gennaio 2013)
- Massimo di minuti giocati: 42 vs Virginia Tech (16 febbraio 2013)

### NBA

#### Regular Season
| Anno       | Squadra            | PG  | PT | MP   | TC%  | 3P%  | TL%  | RP  | AP  | PRP | SP  | PP  |
| ---------- | ------------------ | --- | -- | ---- | ---- | ---- | ---- | --- | --- | --- | --- | --- |
| 2013-2014  | Philadelphia 76ers | 26  | 0  | 8,6  | 30,2 | 10,0 | 69,2 | 1,1 | 1,6 | 0,5 | 0,1 | 2,5 |
| 2014-2015  | Minnesota T'wolves | 29  | 7  | 18,9 | 42,6 | 21,4 | 63,2 | 2,4 | 3,1 | 1,0 | 0,2 | 4,2 |
| 2015-2016  | Phoenix Suns       | 8   | 0  | 7,6  | 32,0 | 12,5 | 75,0 | 0,9 | 1,4 | 0,4 | 0,1 | 2,5 |
| 2017-2018  | Toronto Raptors    | 14  | 0  | 9,9  | 41,2 | 16,7 | 100  | 1,1 | 0,9 | 0,4 | 0,0 | 2,3 |
| 2018-2019† | Toronto Raptors    | 26  | 0  | 8,2  | 32,4 | 21,4 | 100  | 1,2 | 1,1 | 0,5 | 0,2 | 2,1 |
| Carriera   | Carriera           | 103 | 7  | 11,5 | 36,4 | 17,0 | 70,7 | 1,5 | 1,8 | 0,6 | 0,1 | 2,8 |

#### Play-off
| Anno     | Squadra         | PG | PT | MP  | TC%  | 3P%  | TL%  | RP  | AP  | PRP | SP  | PP  |
| -------- | --------------- | -- | -- | --- | ---- | ---- | ---- | --- | --- | --- | --- | --- |
| 2018     | Toronto Raptors | 4  | 0  | 7,3 | 30,0 | 40,0 | 50,0 | 1,5 | 0,5 | 0,0 | 0,3 | 2,3 |
| Carriera | Carriera        | 4  | 0  | 7,3 | 30,0 | 40,0 | 50,0 | 1,5 | 0,5 | 0,0 | 0,3 | 2,3 |

#### Massimi in carriera
- Massimo di punti: 13 vs Oklahoma City Thunder (15 aprile 2015)[2]
- Massimo di rimbalzi: 9 vs Los Angeles Lakers (25 marzo 2015)
- Massimo di assist: 9 vs Cleveland Cavaliers (31 gennaio 2015)
- Massimo di palle rubate: 3 (7 volte)
- Massimo di stoppate: 2 (3 volte)
- Massimo di minuti giocati: 48 vs Cleveland Cavaliers (31 gennaio 2015)

### G League
| Anno      | Squadra           | PG  | PT | MP   | TC%  | 3P%  | TL%  | RP  | AP  | PRP | SP  | PP   |
| --------- | ----------------- | --- | -- | ---- | ---- | ---- | ---- | --- | --- | --- | --- | ---- |
| 2013-2014 | Delaware 87ers    | 12  | 12 | 35,0 | 46,8 | 42,6 | 80,4 | 5,3 | 6,9 | 1,7 | 0,2 | 19,9 |
| 2013-2014 | Springfield Armor | 8   | 2  | 25,3 | 43,5 | 21,1 | 85,2 | 3,3 | 5,3 | 1,0 | 0,6 | 13,4 |
| 2014-2015 | G. Rapids Drive   | 19  | 16 | 31,9 | 50,0 | 38,2 | 81,0 | 5,2 | 3,9 | 1,9 | 0,3 | 16,8 |
| 2015-2016 | G. Rapids Drive   | 25  | 20 | 33,3 | 50,3 | 35,2 | 86,0 | 5,5 | 5,9 | 2,1 | 0,3 | 18,3 |
| 2016-2017 | G. Rapids Drive   | 11  | 9  | 35,8 | 47,3 | 35,3 | 78,1 | 7,7 | 4,0 | 1,7 | 0,5 | 23,6 |
| 2017-2018 | Raptors 905       | 32  | 32 | 33,2 | 46,8 | 33,0 | 79,2 | 5,2 | 8,9 | 1,8 | 0,2 | 18,8 |
| Carriera  | Carriera          | 107 | 91 | 32,9 | 48,0 | 35,2 | 81,3 | 5,4 | 6,3 | 1,8 | 0,3 | 18,5 |

### Eurolega
| Anno      | Squadra          | PG  | PT  | MP   | TC%  | 3P%  | TL%  | RP  | AP  | PRP | SP  | PP   |
| --------- | ---------------- | --- | --- | ---- | ---- | ---- | ---- | --- | --- | --- | --- | ---- |
| 2019-2020 | Stella Rossa     | 27  | 27  | 25,3 | 41,7 | 28,8 | 82,3 | 3,3 | 4,6 | 1,1 | 0,4 | 12,3 |
| 2020-2021 | Fenerbahçe       | 37  | 12  | 23,0 | 42,3 | 32,7 | 80,4 | 2,2 | 3,5 | 1,3 | 0,0 | 9,5  |
| 2021-2022 | UNICS Kazan'     | 24  | 23  | 29,4 | 48,8 | 32,2 | 85,7 | 3,6 | 6,1 | 1,5 | 0,2 | 13,8 |
| 2022-2023 | Maccabi Tel Aviv | 35  | 35  | 31,6 | 44,4 | 35,3 | 91,1 | 3,0 | 5,5 | 1,1 | 0,1 | 16,4 |
| 2023-2024 | Maccabi Tel Aviv | 38  | 38  | 29,3 | 41,5 | 34,5 | 85,9 | 2,8 | 6,1 | 1,0 | 0,1 | 13,2 |
| 2024-2025 | Panathīnaïkos    | 38  | 11  | 14,9 | 45,2 | 33,3 | 80,5 | 2,0 | 2,7 | 0,8 | 0,1 | 6,3  |
| Carriera  | Carriera         | 199 | 166 | 25,2 | 43,6 | 33,4 | 85,1 | 2,7 | 4,6 | 1,1 | 0,1 | 11,7 |

## Palmarès

### Squadra
- Campionato israeliano: 2

Maccabi Tel Aviv: 2022-2023, 2023-2024
- Coppa di Grecia: 1

Panathinaikos: 2024-2025
- Coppa di Lega israeliana: 1

Maccabi Tel Aviv: 2022

### Individuale
- NBDL MVP (2018)
- All-NBDL First Team (2018)
- All-Euroleague First Team: 1

Maccabi Tel Aviv: 2022-2023
- All-Euroleague Second Team: 1

Maccabi Tel Aviv: 2023-2024

#### Nazionale
- FIBA EuroBasket All-Tournament Teams: 1
Georgia/Germania/Italia/Repubblica Ceca 2022